# Modern Combat 3: Fallen Nation
Modern Combat 3: Fallen Nation es un videojuegos de disparos en primera persona de 2011 desarrollado por Gameloft Montreal y publicado por Gameloft para dispositivos iOS, Android, Bada 2.0 y BlackBerry PlayBook. Es el tercer juego de la serie Modern Combat, y es una secuela de Modern Combat: Sandstorm de 2009 y Modern Combat 2: Black Pegasus de 2010. La cuarta parte de la serie, Modern Combat 4: Zero Hour, se lanzó en 2012, y la quinta, Modern Combat 5: Blackout, en 2014. El juego está ambientado en 2028, donde Corea del Norte, Rusia y Pakistán unen fuerzas para invadir los Estados Unidos de América, provocando así una guerra global.

## Jugabilidad
La jugabilidad de Fallen Nation es similar a la de los juegos anteriores de Modern Combat, y también similar a Call of Duty 4: Modern Warfare y Call of Duty: Modern Warfare 2. El modo de un jugador del juego se desarrolla en trece niveles, en lugares como Hollywood, Alaska y Oriente Medio. El jugador asume los roles del Cabo James Walker, el Sargento Mayor Carter y el Sargento Anderson (uno de los protagonistas de Black Pegasus).
El juego se controla mediante botones virtuales en la pantalla; un joystick virtual a la izquierda de la pantalla se utiliza para el movimiento, mientras que para apuntar se desliza el dedo sobre la pantalla táctil. Los controles giroscópicos están disponibles en el iPhone 4, el iPod Touch de cuarta generación y algunos dispositivos Android. El jugador también puede agacharse, lanzar granadas, usar las miras de hierro de su arma, recargar, cambiar de arma, recoger armas diferentes, apuñalar enemigos, cubrir obstáculos y disparar usando botones e indicaciones en la pantalla táctil. Todos los controles se pueden personalizar desde el menú principal. La campaña para un jugador también incluye eventos de tiempo rápido.

### Multijugador
Al igual que los dos juegos anteriores, Fallen Nation incluye un modo multijugador, aunque el número de jugadores ha aumentado a doce (en comparación con los seis de Sandstorm y los diez de Black Pegasus). Hay disponibles seis mapas y ocho modos de juego diferentes: "Batalla a muerte (videojuegos)", "Batalla en equipo", "Captura la bandera", "Control de zona", "Cacería humana", "Escuadrón antibombas", "Destrucción" y "Cacería humana en equipo". Matar enemigos y asegurar objetivos permite ganar puntos de experiencia, lo que permite a los jugadores subir de nivel hasta 90 rangos. Una vez que un jugador ha alcanzado el rango 90, puede obtener un símbolo de veterano. Luego tiene la opción de restablecer su rango al rango 1 sin perder ningún objeto comprado.
El 7 de junio, se lanzó una actualización que agregó un nuevo modo de juego ("Team Manhunt"), dos nuevos mapas ("Warehouse" y "Rapture"), una nueva ventaja ("Sigilo") y nuevo equipo para disminuir el daño que reciben los jugadores.

## Trama
En la historia de fondo del juego, los terroristas de Corea del Norte, Pakistán y Rusia han formado una alianza llamada Alianza KPR. Liderada por el general Popovich (un antagonista secundario de Black Pegasus), KPR ha declarado la guerra a los Estados Unidos. Después de derrotar al aparato de defensa estadounidense, KPR invadió territorio estadounidense y desplegó varias armas de destrucción masiva en ciudades estadounidenses.
El juego comienza en Los Ángeles, cuando el cabo James Walker se infiltra en el edificio de la Agencia de Seguridad Nacional (NSA) con los soldados Colt y Kelly para obtener información importante de los servidores. Después de luchar contra algunos miembros del personal de KPR, los tres completan con éxito su misión. Sin embargo, Colt y Kelly mueren antes de la extracción, y su vehículo queda destruido. Después de que Walker escapa de la emboscada, viaja al vestíbulo, donde se encuentra con el Capitán Turner y sus hombres. Sin embargo, al llegar, el grupo es atacado intensamente y el edificio se derrumba. A pesar de esto, Walker sobrevive y él y Turner logran abrirse paso hasta el punto de extracción.
La historia luego cambia a la perspectiva del Sargento Maestro Carter, quien está a bordo de un cañonera AC-130. Tiene la tarea de proporcionar fuego de cobertura desde los cielos, lo que permite a los equipos de fuego destruir puentes alrededor de la ciudad. Finalmente, su tripulación tiene éxito, evitando que las tropas de KPR se muevan hacia un nuevo territorio.
Durante una misión para destruir baterías antiaéreas en Hollywood Hills, Turner muere en acción y Walker es contactado por el Sargento Downs (un personaje no jugador importante en Black Pegasus) y se alista en el grupo de operaciones especiales "Phantom Unit". Walker y Downs son enviados en una misión al desierto de Alaska para localizar a los miembros del "Razor Squad", que habían desaparecido en combate, y determinar el plan de ataque del enemigo. En Alaska, localizan a los supervivientes del Razor Squad y escapan en un camión todoterreno. Anderson, junto con el cabo Washington, se unen a la unidad y son enviados al "Yongwang", un buque de guerra de la KPR ubicado en el estrecho de Bering. La Unidad Fantasma elimina a Sung, el capitán, y descubre aviones furtivos de última generación, que utilizan para escapar. Más tarde, se infiltran en una fábrica de armas en Siberia y destruyen el suministro de municiones y artillería de KPR.
El equipo se dirige entonces a Pakistán para dar caza a Edward Page, un ex boina verde de las Fuerzas Especiales (Ejército de los Estados Unidos) que se ha unido a la Alianza KPR. Durante la misión, Carter y el cabo Washington (el cuarto miembro de la Unidad Fantasma) resultan heridos, pero Page es capturado con éxito. Él revela que el general Tong, un miembro de alto rango de KPR, está planeando bombardear Estados Unidos desde Corea del Norte. La Unidad Fantasma ataca un aeródromo norcoreano, con órdenes de impedir que Tong inicie el ataque. Sin embargo, durante el asalto, Walker y Anderson son capturados y mantenidos prisioneros por el propio Tong. Segundos antes de su ejecución sin contemplaciones, Anderson logra escapar y liberar a Walker, quien luego mata a Tong.
La unidad es enviada a infiltrarse en Kijang, una aldea de la KPR utilizada para almacenar armas de destrucción masiva. Durante la redada, Popovitch logra capturar a Downs y Walker. Lo último que les dicen antes de que queden inconscientes es que han fracasado y que sus esfuerzos serán infructuosos, ya que se lanzarán misiles nucleares contra los EE. UU. Después de ser encerrados, Downs y Walker logran escapar de sus celdas. Popovitch huye, pero Walker y Downs logran desarmar dos de los tres misiles nucleares. Sin embargo, al llegar al tercer misil, descubren que Popovitch había cambiado los códigos de lanzamiento. Sin otra opción, colocan explosivos C-4 en el misil y se dirigen a Popovich, en lo que parecía ser una misión suicida. Al llegar a él, el misil explota, matando a todos los guardias de Popovich e incapacitando a Walker. Momentos después, Walker despierta y encuentra a Popovitch golpeando a Downs, que está casi inconsciente. A pesar de estar aturdido por la explosión, Walker logra empujar a Popovitch sobre un tubo afilado y lo apuñala en el cuello antes de que Popovich le dispare. El juego concluye cuando llega un helicóptero de extracción y Downs reflexiona: "¿Qué tipo de bebida crees que venden aquí?".
Después de esto, un epílogo muestra a los EE. UU. recuperados de las fuerzas del KPR, cuadra por cuadra. Sin embargo, luego se revela que Edward Page está libre y se reproduce una grabación de audio en la que dice: "No tienes idea de hasta dónde estoy dispuesto a llegar".

## Armas
Mientras que Sandstorm presentaba siete armas y Black Pegasus quince, Fallen Nation presenta veintiuna, además de cuchillos arrojadizos, cinco granadas diferentes, siete piezas de equipo y siete "ventajas". Las armas también pueden equiparse con accesorios como miras de punto rojo o silenciadores.
A diferencia de Sandstorm y Black Pegasus, que presentaban predominantemente armamento del mundo real, las armas en Fallen Nation son ficticias, pero están basadas en contrapartes del mundo real.
Las armas incluyen un Bravel-1 (basado en el SCAR-H), un MC81 (MP7), un Intercept-L200 (CheyTac Intervention), un ACM (Adaptive Combat Rifle), un Shred-4 (MG4), un OPS55 (UMP-40), un KT-44 (AK-47), un Maiden (FAMAS), un TXR-Reaper (TDI Vector), un TZ4-Compakt (M4 carabine), un KR600 (GM6 Lynx), un Automat-X (AUG HBAR) y un Prototipo ZN6 (XM8).

## AirPlay
Una nueva característica introducida en la versión para iPad de Fallen Nation es "AirPlay", una función de duplicación que utiliza juegos de pantalla dual en un televisor de alta definición en 1080p. El sistema permite a los jugadores conectar su iPad a un televisor mientras siguen usando el iPad para controlar el juego, ya que el panel de control permanece visible en la pantalla del iPad. Nigel Wood de TouchGen dijo sobre AirPlay: "Es una característica genial, pero que siento que no es más que un truco. No es fácil jugar de esta manera, ya que a menudo te encontrarás mirando hacia abajo a la pantalla para encontrar los botones correctos, debido a la falta de respuesta táctil".

## Recepción
Al igual que con Sandstorm y Black Pegasus, la versión iOS de Fallen Nation recibió críticas generalmente favorables, a solo dos puntos de la "aclamación universal", según el sitio web agregador de reseñas Metacritic.
Justin Davis de IGN' lo llamó "un shooter enorme, intenso y pulido. Modern Combat 3 es el mejor FPS en dispositivos móviles". Rob Rich de 148Apps dijo: "Modern Combat 3 se ve genial, sin duda, pero son los detalles más pequeños como las animaciones y el ocasional disparo mortal en cámara lenta los que realmente llaman la atención. Pero realmente, creo que la razón por la que disfruté tanto de mi tiempo con el juego es porque es tan... agradable. Los momentos exagerados de las escenas son sorprendentemente grandiosos para un dispositivo portátil y el "El modo multijugador, con desbloqueos de armas y personalizaciones basados en moneda obtenida mediante experiencia, es excelente". Will Wilson, de Pocket Gamer, acusó a la versión iOS de una "falta de madurez", criticando ciertos aspectos del diseño y diciendo que "hay momentos involuntariamente hilarantes que siguen apareciendo, como cuando tu compañero de IA sigue gritando el nombre equivocado del escuadrón durante los niveles de Alaska, o cuando te 'arrastra' a un lugar seguro moviendo ligeramente tu brazo. Estos le dan al juego una calidad de imitación no deseada". Sin embargo, elogió la jugabilidad en general, argumentando que "en términos de un jugador, MC3 se acerca mucho más a Call of Duty que los esfuerzos anteriores, gracias a lo que parece una serie casi implacable de escenas. Los edificios se derrumban sobre tu personaje, los tanques atraviesan las paredes y los helicópteros se lanzan en picado para derribarte están todos presentes, y el juego hace un buen trabajo al unirlos". En general, sintió que los puntos buenos del juego superaban a los malos, pero por poco, y dijo: "siempre que tus expectativas no sean demasiado altas, Modern Combat 3 es una buena adición a tu biblioteca de iOS [...] Sin embargo, sigue siendo un juego de concesiones. Todavía te pide que ignores la horrible IA, el diseño de niveles torpe y los controles táctiles incómodos". 
Chris Reed de Slide to Play' quedó más impresionado y concluyó que "Modern Combat 3 es un juego magnífico y lleno de adrenalina que responde hábilmente al llamado del deber (móvil)". Troy Woodfield de TouchArcade afirmó que "si quieres jugar a juegos de disparos en primera persona en tu dispositivo iOS, Modern Combat 3: Fallen Nation es un juego que debes comprar". Nigel Wood de TouchGen también quedó impresionado, lo calificó de "imperdible" y elogió muchos de sus elementos. Calificó la campaña para un jugador como "la mejor experiencia de FPS para un jugador en iOS hasta la fecha". También elogió los gráficos ("el juego de iOS más logrado hasta ahora en lograr una experiencia del mundo real. Felicitaciones a los grandes efectos de desenfoque cuando corres y te giras. Claro, puede que no tenga las mejores texturas, iluminación o animación, pero como paquete general todo se combina maravillosamente") y el multijugador ("el multijugador de Modern Combat es más que bueno, es excelente. Parte de lo que lo hace tan genial es su profundidad. Primero, tienes 100 rangos para alcanzar y una gran variedad de armas para desbloquear a medida que subes de nivel a través de tus muertes. Eso solo te mantendrá ocupado durante muchos, muchos meses. Pero cada arma también tiene múltiples accesorios [...] También tienes desafíos que te exigen lograr acciones específicas que abarcan cada arma, comportamiento en el juego, accesorios y modos de juego. Desafíos como obtener 20 muertes con un arma determinada, completar 50 muertes por venganza (matar a la persona que acaba de matarte). Y eso no es todo. Una vez que hayas desbloqueado algunos de los "Las armas te permiten personalizar tu arsenal. Por primera vez en iOS, aparecen las recompensas por matar en cadena, de modo que puedes destruir todo el mapa una vez que hayas derrotado a 20 jugadores seguidos".